# Левін Борис Наумович
Бори́с Нау́мович Ле́він (5 травня 1919, м. Чернігів — 28 червня 2002, м. Полтава, Україна) — український та російський письменник.

## Біографія
Народився 5 травня 1919 року в місті Чернігові в єврейській сім'ї.
Закінчив 1941 року Ніжинський педагогічний інститут.
Учасник Другої світової війни. Нагороджений орденами і медалями.
Був на педагогічній і журналістській роботі.
Від 1953 року і до останніх хвилин життя мешкав і працював у Полтаві. Помер 28 червня 2002 року.
Роман письменника «Веселий мудрець» (кн. 1—3, 1972—1987) — про життя, літературно-громадську та педагогічну діяльність І. Котляревського (роман «Веселий мудрець», кн. 1-7, повна редакція, 1990, Київ: «Дніпро»).
Б. Н. Левін — співавтор збірки «Вінок І. П. Котляревському» (1969), укладач і співавтор збірки «Вінок М. В. Гоголю» (1984).
Роман Бориса Левіна «У домі ворога свого» (1996, вид. «Полтава») — про останні роки життя Миколи Гоголя, Роман «Великий праведник» (2001, Полтава, вид. «Дивосвіт») — присвячений «полтавським» сторінкам життя видатного майстра слова, громадського діяча Володимира Галактіоновича Короленка.

## Творчий доробок
Борис Левін — автор:
збірок оповідань:
- «Сходить сонце» (1948),
- «Золоті зерна» (1950),
- «Єгорка» (1956),
- «В дорозі» (1957),
- «Баклага води» (1958);

збірок повістей і оповідань:
- «Загубленими слідами» (1958),
- «Відплата»,
- «Коли людині сімнадцять» (обидві — 1961),
- «Серце не знає спокою» (1962),
- «Добрі люди» (1963),
- «Твої сини» (1969),
- «Роса на горобині» (1980);

повістей:
- «На початку літа» (1957),
- «Ще один крок» (1964),
- «Тепло ранньої осені» (1967).

## Веселий мудрець: видання
Книга друга:—повісті «В науку», « Дім для бідних».—К."Радянський письменник",1978 р.,392с.,65тис.пр.,т.п.,А5,друк львівс. книжк. фабрики «Атлас».